# Chevrolet Tahoe
El Chevrolet Tahoe (también conocido como GMC Yukon) es una SUV del segmento F desarrollado por General Motors y vendido bajo las marcas Chevrolet y GMC.
Los modelos poseen configuraciones V8 de 5.3 L y 355 hp para el caso del modelo Tahoe; y un V8 de 6.2 L y 420 hp para el modelo más lujoso Yukon.
El principal rival es la Toyota Land Cruiser.